# Portland Power
Le Portland Power sono state una franchigia di pallacanestro della ABL, con sede a Portland, nell'Oregon, attive dal 1996 al 1998.
Disputarono tre stagioni nella ABL, arrivando in semifinale nel 1997-98.

## Stagioni
| Stagione | Lega | Denominazione  | V  | P  | %    | Piazzamento | Play-off   |
| -------- | ---- | -------------- | -- | -- | ---- | ----------- | ---------- |
| 1996-97  | ABL  | Portland Power | 14 | 26 | 35,0 | 4º          | -          |
| 1997-98  | ABL  | Portland Power | 27 | 17 | 61,3 | 1º          | Semifinale |
| 1998-99  | ABL  | Portland Power | 9  | 4  | 69,2 | 1º          | -          |